# 島根県の城
島根県の城（しまねけんのしろ）は島根県内にかつてあった城館をとりまとめたものである。

## 飯石郡

### 飯南町
- 赤穴城（瀬戸山城、衣掛城）

## 出雲市
- 神西城
- 大西城（高麻城）
- 鳶ヶ巣城
- 檜ヶ山城
- 平田城（手崎城、薬師寺城）
- 高瀬城

## 雲南市
- 牛尾城（三笠山城）
- 三刀屋城
- 佐世城（金剛山城）
- 磨石城（阿用城）
- 日登城

## 大田市
- 鵜の丸城
- 福光城

## 邑智郡
- 川本温湯城
- 二ツ山城

## 鹿足郡

### 津和野町
- 津和野城

## 仁多郡

### 奥出雲町
- 三沢城

## 浜田市
- 浜田城

## 益田市
- 七尾城（益田城）
- 三宅御土居

## 松江市
- 松江城（千鳥城）
- 荒隈城
- 熊野城
- 白鹿城
- 新山城
- 玉造要害山城（湯ノ城）
- 満願寺城

## 安来市
- 月山富田城
- 十神山城